# 孫扎河
孫扎河（俄語：Сунжа）是俄羅斯的河流，位於北奧塞梯-阿蘭共和國、印古什共和國和車臣共和國內，屬於捷列克河的右支流，河道全長278公里，流域面積約12,200平方公里，支流有阿爾貢河，河畔城鎮有納茲蘭、卡拉布拉克、格羅茲尼和古傑爾梅斯。